# 1141年
| 千纪： | 2千纪 |
| 世纪： | 11世纪 \| 12世纪 \| 13世纪                                                                                                 |
| 年代： | 1110年代 \| 1120年代 \| 1130年代 \| 1140年代 \| 1150年代 \| 1160年代 \| 1170年代                                           |
| 年份： | 1136年 \| 1137年 \| 1138年 \| 1139年 \| 1140年 \| 1141年 \| 1142年 \| 1143年 \| 1144年 \| 1145年 \| 1146年                 |
| 纪年： | 辛酉年（鸡年）；西夏大庆三年；金皇統元年；西辽康國八年；南宋紹興十一年；大理廣運四年；越南大定二年；日本保延七年，永治元年 |

## 大事记
- 中国
  - 完顏宗弼南攻張俊主防的淮南西路，在柘皋被劉錡、楊沂中和張俊手下王德大敗；但張俊調走劉錡，完顏宗弼在濠州大敗楊沂中和張俊一軍，和淮南東路的韓世忠軍對峙，在岳家軍趕到之前退兵北上。
  - 宋朝與金朝達成紹興和議，宋對金稱臣。
  - 宋高宗奪韓世忠、岳飛的兵權，解散其軍隊。
- 中亞
  - 西喀喇汗國與葛邏祿人爆發衝突，西喀喇汗國可汗馬黑木二世與葛邏祿人分別向宗主國塞爾柱帝國蘇丹艾哈邁德·桑賈爾與西遼菊兒汗耶律大石求援，西遼與塞爾柱土耳其卡特萬之戰，西遼勝，塞爾柱土耳其喪失了錫爾河流域，耶律大石扶植以馬黑木二世的弟弟伊卜拉欣三世為西喀喇汗國可汗，西喀喇汗國成為西遼的屬國。